# Diocèse de Zhoucun
Le diocèse de Zhocun ou Chowtsun (en latin: Diocoesis Ceuziienensis) est un diocèse de l'Église catholique dont le siège est dans la ville de Zhoucun. C'est un diocèse suffragant de l'archidiocèse de Jinan.

## Historique
- 16 avril 1929: fondation de la mission sui juris de Changtien (aujourd'hui Zhangdian) détachée du vicariat apostolique de Tsinanfu
- 1er juin 1932: élevée au statut de préfecture apostolique de Zhangdian
- 18 mai 1937: élevée au statut de vicariat apostolique de Chowtsun (Zhoucun aujourd'hui)
- 11 avril 1946: élevé au statut de diocèse de Chowtsun, par la bulle de Pie XII, Quotidie Nos[1].

## Ordinaires
- Henri-Ambroise Pinger, ofm, 1930 - 24 septembre 1988

## Statistiques
En 1950, le diocèse comptait 29 411 baptisés pour une population de trois millions d'habitants répartis dans dix-sept paroisses desservies par douze prêtres séculiers, vingt-trois prêtres réguliers et vingt-cinq religieuses.

## Source
- Annuaire pontifical, 2002